# ボレスワフ・ユーリー2世
ボレスワフ・ユーリー2世またはユーリー＝ボレスラヴ・トロイデノヴィチ（ウクライナ語：Юрій II Болеслав Тройденович, ポーランド語：Bolesław Jerzy II；1308年 - 1340年4月7日）は、ハールィチ・ヴォルィーニ王国のポーランド人支配者（在位：1323年 - 1340年）。ユーリー2世とも。マゾフシェ・ピャスト家出身で、父はチェルスク公トロイデン1世、母はハールィチ・ヴォルィーニ王（ルーシ王）ユーリー1世の娘マリアである。

## 生涯
1323年、母方の叔父であるアンドリーイとレーヴ2世が子供のないまま相次いで亡くなると、ハールィチの支配者の家系が絶えたため、2人の甥であるボレスワフが新しい統治者に迎えられた。この時、ボレスワフは正教徒となり、ユーリーと名前を変えた。1331年、ユーリー2世はリトアニア大公ゲディミナスの娘で、ポーランド王カジミェシュ3世の妃アルドナの妹にあたるエウフェミアと結婚した。1338年、協定によってボレスワフ・ユーリー2世は義兄であり、父の又従弟でもあるカジミェシュ3世をハールィチ・ヴォルィーニ王国の後継者とした。
ボレスワフ・ユーリー2世は、当時この地に移住していた大勢のドイツ人都市住民に支持されていた。1324年、新都市ヴォロディームィル＝ヴォルィーンシキーを建設し、同市にマクデブルク法を適用した。1339年にはサノクも同様の措置を受けた。翌1340年、ボレスワフ・ユーリー2世は不満をもつ正教徒の大貴族によって毒殺された。子供のない彼の死により、ハールィチ・ヴォルィーニ王国の継承をめぐるポーランド王国とリトアニア人との衝突は不可避となり、ハールィチ・ヴォルィーニ戦争が勃発した。
| 先代 アンドリーイ レーヴ2世 | ルーシの王 1323年 - 1340年 | 次代 リュバルタス |